# Xhieng Khuang (stad)
Xhieng Khuang (ook wel Muang Khun genoemd) was eens de hoofdstad van het Koninkrijk Xhieng Khuang. De stad ligt in de provincie Xhieng Khuang in het oosten van Laos. De stad werd nagenoeg totaal vernietigd tijdens de Laotiaanse Burgeroorlog. De Hmong Generaal Vang Pao en zijn troepen voerden vanuit deze stad en de omgeving een bittere geheime oorlog tegen de communistische Pathet Lao. Ook vlogen de Ravens vanuit een vliegveldje bij deze stad missies. In de stad wonen nu ongeveer 15.000 mensen. Met de vernietiging van de stad zijn vele belangrijke historische werken verloren gegaan. Slechts enige restanten van de stad, waaronder een groot zittend Boeddha beeld en Wat Pia Wat beeld zijn overeind gebleven. Een andere belangrijk historische bezienswaardigheid 10 km ten zuidoosten van de stad is de Vlakte van Kruiken.